# Lužická jezera

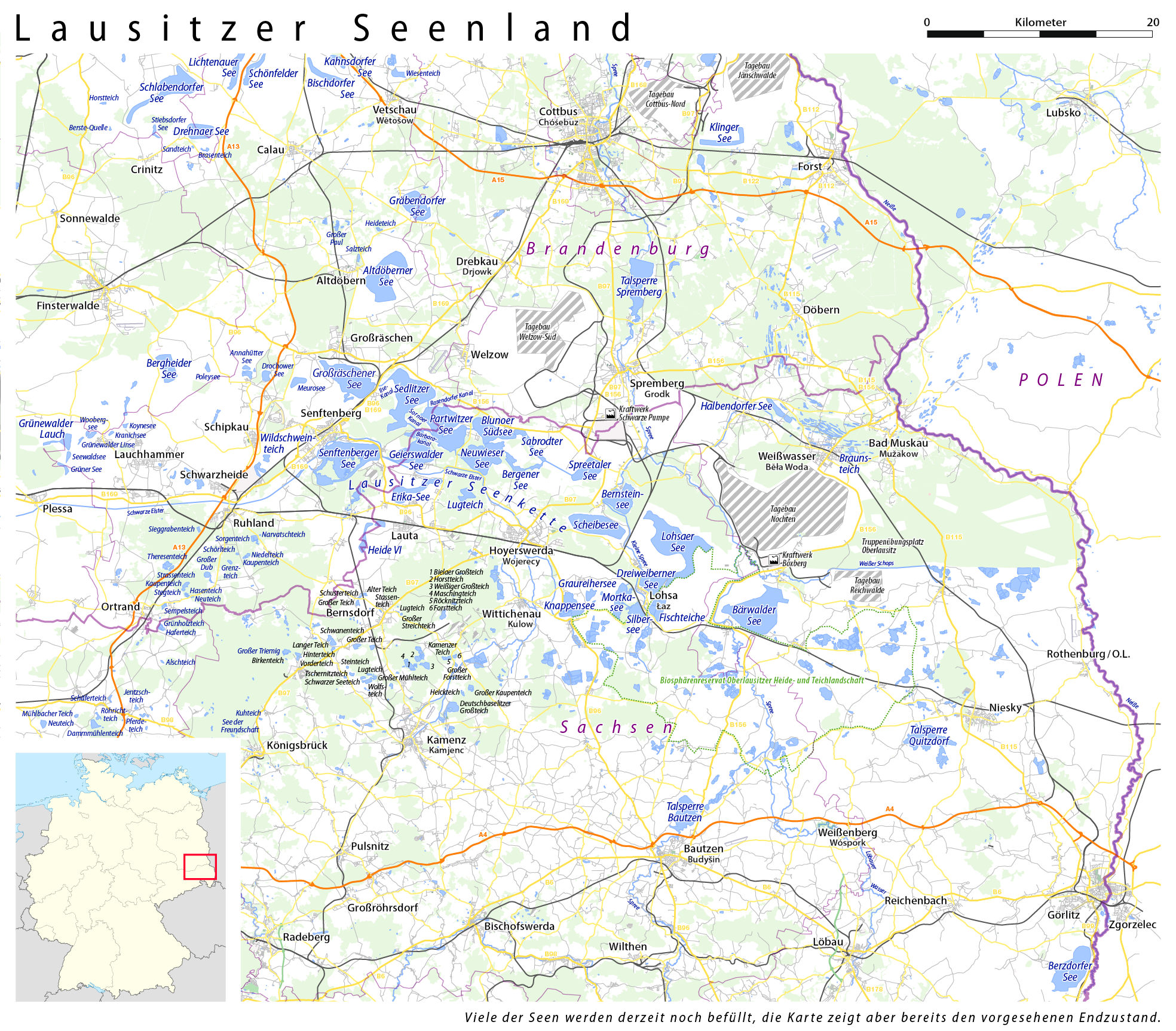
Mapa jezer v Lužici

Lužická jezera (německy Lausitzer Seenland, dolnolužickosrbsky Łužyska jazorina, hornolužickosrbsky Łužiska jězorina) je uměle vytvořená jezerní oblast v německé Lužici. Do konce 20. let 21. století má zatopením nepoužívaných hnědouhelných povrchových dolů v lužické hnědouhelné těžební oblasti vzniknout největší umělá vodní krajina v Evropě a čtvrtá největší jezerní oblast v Německu. Některá z největších jezer jsou spojena splavnými kanály a vytváří tak řetězec jezer.

## Geografie
Lužická jezerní oblast se nachází v Lužici v trojúhelníku mezi městem Luckau v Braniborsku na severozápadě, Chotěbuzí na severovýchodě a saským Görlitz na jihovýchodě. Celková rozloha budoucí největší umělé jezerní oblasti v Evropě je asi 80 kilometrů od západu na východ a 32 až 40 kilometrů od severu k jihu (v závislosti na vymezení). Rozmístění vodních ploch v této oblasti je značně pestré a nové budou v budoucnu splývat se staršími vodními plochami. Pojmem Lužická jezera se často označují pouze ta jezera, která vznikla v důsledku povrchové těžby hnědého uhlí ve 20. a na počátku 21. století, a to zejména zatopením pozůstatků povrchových dolů. Tato jezera jsou soustředěna především v pásu podél lužických měst Senftenberg a Hoyerswerda, o něco méně v oblasti mezi Luckau, Lübbenau a Calau, severovýchodně od Chotěbuze a mezi Finsterwalde a Lauchhammer. Se změnou plánů jezera Taubendorfer See bude tvořit severovýchodní hranici jezerní oblasti město Guben. Mimo tuto jádrovou oblast se nachází izolovaná umělá jezera, jako např. Altdöberner See, Halbendorfer See, Quitzdorfská přehrada nebo Berzdorfer See, přičemž Berzdorfer See je ukončením jezerní oblasti u města Görlitz. Tento konec by se v budoucnosti mohl posunout v závislosti na tom, jak bude řešen povrchový důl Turow mezi Žitavou a polskou Bogatyniou.
Pro rozlišení jednotlivých jezer se požívají pojmy jezerní plošina a řetěz jezer, přičemž řetěz jezer se používá k označení jezer, která jsou spojena splavnými kanály, ve kterých je provozována lodní doprava. Nachází se ve středu Lužice mezi Senftenbergem a Hoyerswerdou, přičemž Senftenberské jezero patří od roku 1973 k významnému rekreačnímu a turistickému centru Lužice.

## Jezera

### Severní jezera (všechna v Braniborsku)
- Schlabendorfer See (Chóžyšćański jazor; bývalý důl Schlabendorf Süd; Calau) 700 ha; 2012
- Gräbendorfer See (Grabicański jazor; bývalý důl Gräbendorf; Calau) 457 ha; květen 2007
- Grünewalder Lauch (Zelenohózdźanski łuh; Lauchhammer) ca 100 ha; 1977
- Altdöberner See (Starodarbnjojski jazor; bývalý důl Greifenhain; Altdöbern) 1.016 ha; 2021
- Bergheider See (bývalý důl Klettwitz Nord; Finsterwalde) 332 ha; 2013
- Cottbuser Ostsee (Chóśebuski pódzajtšny jazor; důl Cottbus-Nord) 1900 ha; 2030

### Střední jezera

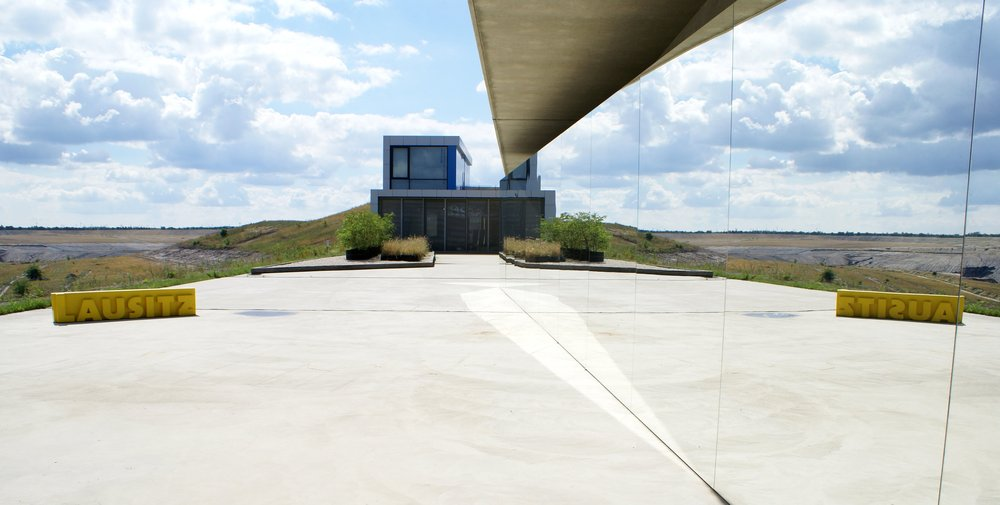
IBA- Terasy vznikající Großräschener See

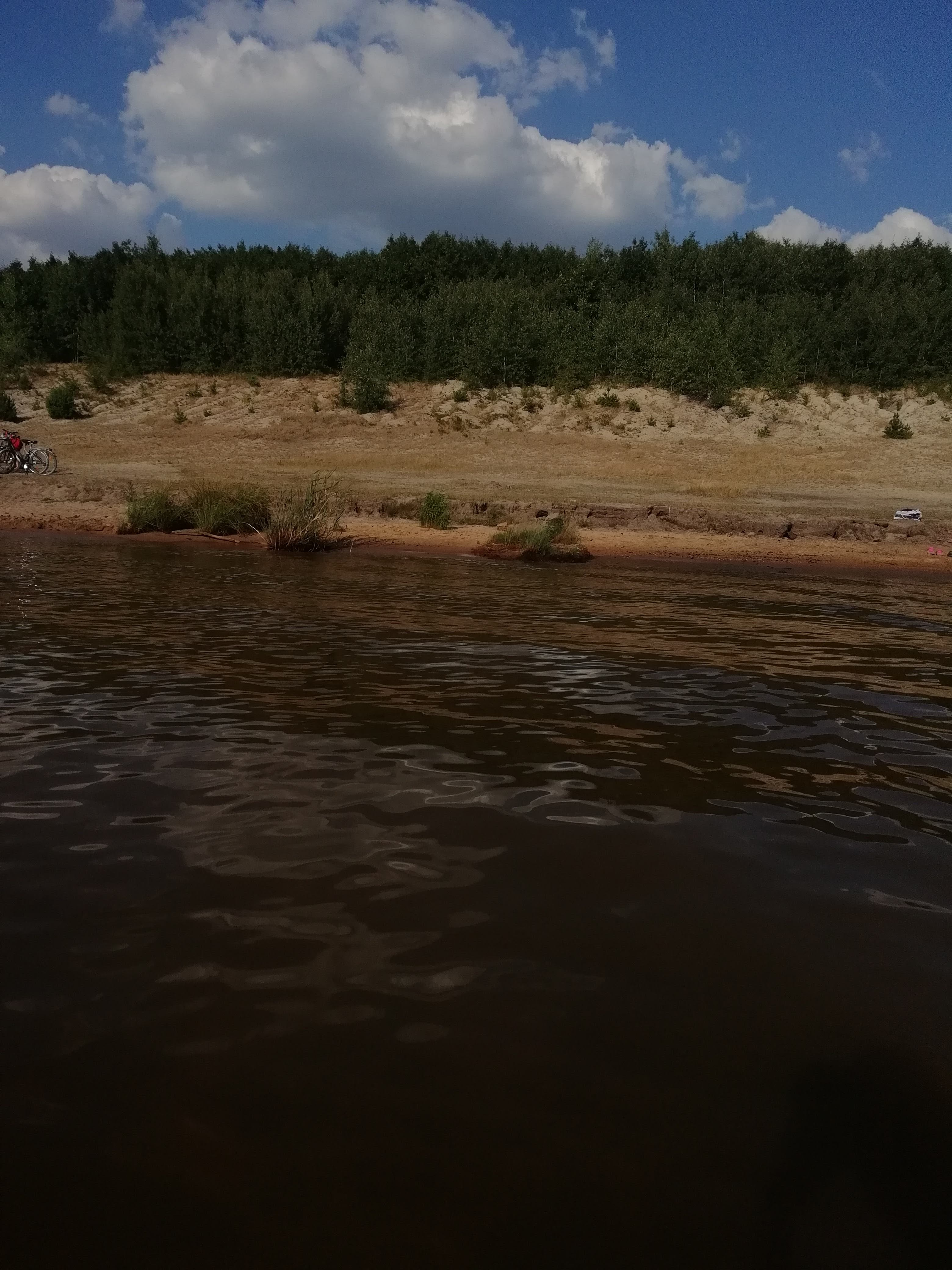
Pohled z jezera Geierswalder See.

Střední jezer tvoří jádro Lužických jezer a nachází se v Braniborsku a v Sasku. Spolková země je uvedená v závorkách. Další jezera se nachází mimo řetěz jezer.
- Großräschener See (Rański jězor; Großräschen; Braniborsko; důl Meuro) 771 ha; 2015
- Senftenberger See (Złokomorowski jězor; Senftenberg; Braniborsko; důl Niemtsch) 1300 ha; 1973
- Sedlitzer See (Sedličanski jězor; Braniborsko; důl Sedlitz) 1330 ha; 2015
- Partwitzer See (Parcowski jězor; Sasko/Braniborsko; důl Skado) 1120 ha; 2012
- Geierswalder See (Lejnjanski jězor; Sasko/Braniborsko; důl Koschen) 620 ha; 2012
- Neuwieser See (Nowołučanski jězor; Sasko; důl Spreetal/Bluno) 632 ha; 2015
- Blunoer Südsee (Južny Blunjanski jězor; Sasko; důl Spreetal/Bluno) plán 350 ha; 2015
- Sabrodter See (Zabrodski jězor; Sasko; důl Spreetal/Bluno) 136 ha; 2015
- Bergener See (Horjanski jězor; Sasko; důl Spreetal/Bluno) plán 133 ha; 2015
- Spreetaler See (Sprjewinodołski jězor; Sasko; důl Spreetal Nordost) plán 540 ha; 2015

#### Další jezera
- Erikasee (Jězor Erika; Sachsen; důl Laubusch) 180 ha; 1970
- Kortitzmühler See (Geierswalde-Kortitzmühle, Sasko)
- Koselbruch-See (Hoyerswerda, OT Schwarzkollm-Koselbruch, Sasko)
- Lugteich (Hoyerswerda, OT Schwarzkollm, Sasko)
- Meurosee (Murjowy jazor; Braniborsko) (důl Meuro)
- Tornoer Teich (Lauta, OT Torno, Sasko)
- Waldbad Hosena (Senftenberg, OT Hosena, Braniborsko)
- Ziegelteich (Hoyerswerda, OT Bröthen-Michalken, Sasko)

Některá jezera ve střední části jsou zatopené pískovny, které jsou přes půl století místním obyvatelstvem využívány jako pískovny turisticky ke koupání.

### Jižní jezera (všechna v Sasku)

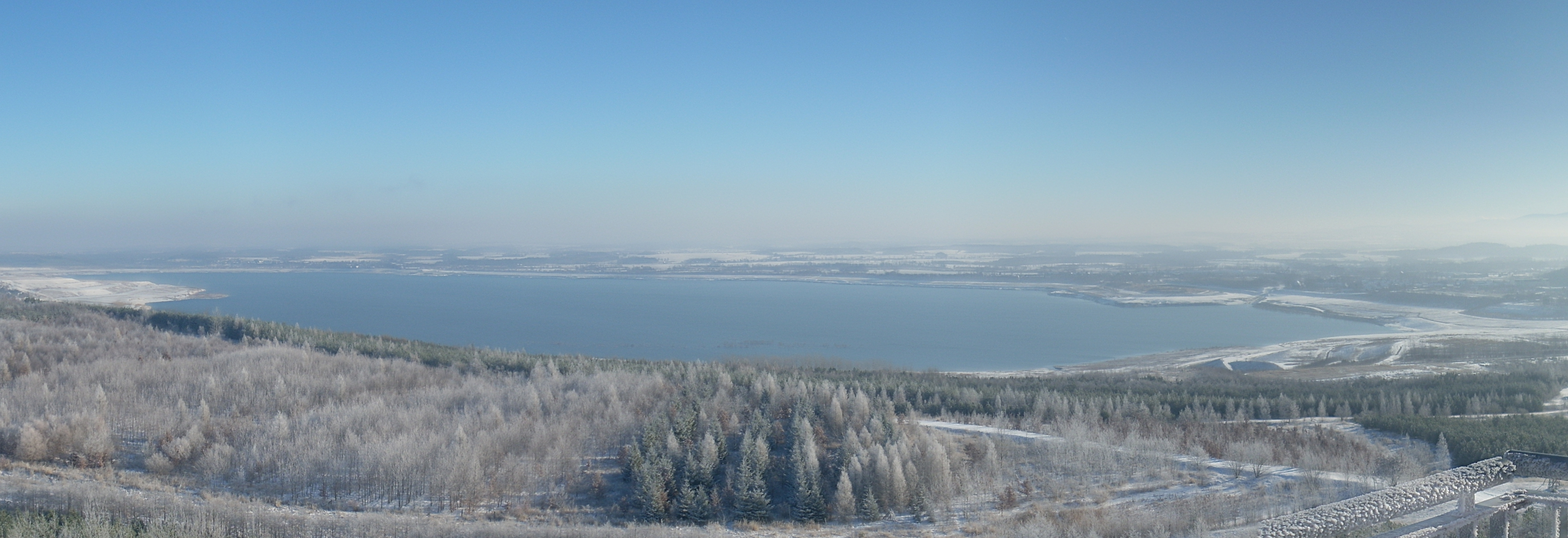
Berzdorfer See u Zhořelce

- Bernsteinsee (Jantarowy jězor; důl Burghammer) 445 ha; 2010
- Knappensee (Hórnikečanski jězor; důl Werminghoff I) 286 ha; 1953
- Graureihersee (Čaplacy jězor; důl Werminghoff I) 138 ha; 2010
- Silbersee/Mortkasee (Slěborny a Mortkowski jězor; důl Werminghoff II); 315 ha; 1972
- Dreiweiberner See (Třižonjanski jězor; důl Dreiweibern) 286 ha; 2002
- Speicherbecken Lohsa II (Łazowski jězor; důl Lohsa) 1.070 ha; 2014
- Scheibesee (Šibojski jězor; důl Scheibe) 660 ha; 2012
- Bärwalder See (Bjerwałdski jězor; důl Bärwalde) 1.285 ha; 2009
- Sumberteich (u Klitten) (rybník)
- Berzdorfer See (u Zhořelce) 960 ha; 2013